# مارجو فنرينج
مارجوت، ليدي فنرينج (بالإنجليزية: Margot, Lady Fenring) هي شخصية خيالية من سلسلة فرنشايز كثيب التي ألَّفها فرانك هربرت. ظهرت بشكل أساسي في رواية كثيب التي صدرت عام 1965 وهو أيضًا شخصية بارزة في ثلاثية بادئة سلسلة كثيب التمهيدية (1999–2001) ورواية بول كثيب لعام 2008 بقلم برايان هربرت وكيفن ج. أندرسون. ظهرت لاحقًا في ثلاثية كلادان (2020–2022). مارغوت هي زوجة الكونت هاسيمير فنرينج من البِني جيسيرت، وهو صديق مقرب للإمبراطور باديشاه شادام الرابع، لكنها مخلصة للأخواتية.
لعبت ليا سيدو دور مارجوت في فيلم كثيب: الجزء الثاني للمخرج ديني فيلنوف عام 2024.